# Webasto Hungária

## Előzmények
A Webasto céget 1901. március 7-én alapította Wilhelm Baier Esslingenben, „Esslingener Drath und Eisenwarenfabrik Wilhelm Baier Esslingen/Neckar” néven. Baier alapvetően kesztyűgyártással foglalkozott, de úgy érezte, a fémművességé a jövő. 1907-ben megvásárolt egy korábbi fűrészüzemet és a területén átfolyó Würm nevű patak vízjogát a Münchentől délnyugatra fekvő Stockdorf helységben, s 1908-ban költöztette át a cégét a patak melletti területre, melynek gyors folyású vizét energiaforrásként használták. A költözés másik oka pedig, hogy az észak-olasz iparvidék megközelítése rövidebb és egyszerűbb volt innen, mint Esslingenből. Ettől kezdve lett a cég neve Webasto: a Wilhelm Baier és a Stockdorf névből alakított betűszó.  

## A magyar Webasto alapítása
1991 júniusában Klaus Jürgen Appel, aki akkoriban Kelet-Európáért felelős igazgató volt a Webastóban, égisze alatt, az ő gesztorálásával alakult meg a későbbiekben a Webasto kelet-európai leányvállalatainak zöme. 1991. június végén kezdődött a magyarországi leányvállalat alakításával kapcsolatos szervező munka és szakmai felkészülés. Az első verzió szerint a Webasto két magyar céggel akarta megalapítani a társaságot. Az egyik a Transtrade, a Mogűrt külkereskedelmi vállalat leánycége, a másik az Autóker-Béta Kft. volt.  
A magyar vállalatok birtokolták volna a Webasto Hungária Kft. tulajdonának 45%-át, míg 55% lett volna a Webasto része. A tárgyalások során végül a Transtrad kimaradt az alapításból, s így lett a Webasto Hungária Kft. alapítója 55 %-ban a Webasto AG és 45%-ban az Autóker Béta Kft. A cég hivatalos megalakulása, a társasági szerződés aláírása 1992. június 25-én történt meg. A volt szocialista országok közül Magyarországon alakult meg a Webasto első leányvállalata. 
A cég első székhelye a Primaut autójavító vállalat Budapesten, a XIII. kerületben, a Kassák Lajos utcai telepen bérelt épületében volt. A Webasto Hungária megalakulásakor két alkalmazottal kezdte a munkát, ez 1993 februárjára 4 főre emelkedett. 1993 elején a tulajdonosi szerkezet megváltozott. Az Autóker küszöbön álló privatizációja miatt a Webasto megvásárolta annak részesedését, és a vegyesvállalati forma megmaradása érdekében 2%-ot eladott az akkori ügyvezetőnek, Adamis Gábornak. Ez a tulajdonosi összetétel egészen 2017 végéig maradt fent, amíg Adamis Gábor vezette a magyar vállalatot.
1995 végén a Webasto Hungária Kft. saját telephelyre költözött a XIII. kerületi Szent László u. 73. szám alá, ahol a mai napig (2019) is üzemel.